# Jocelyne Roy-Vienneau

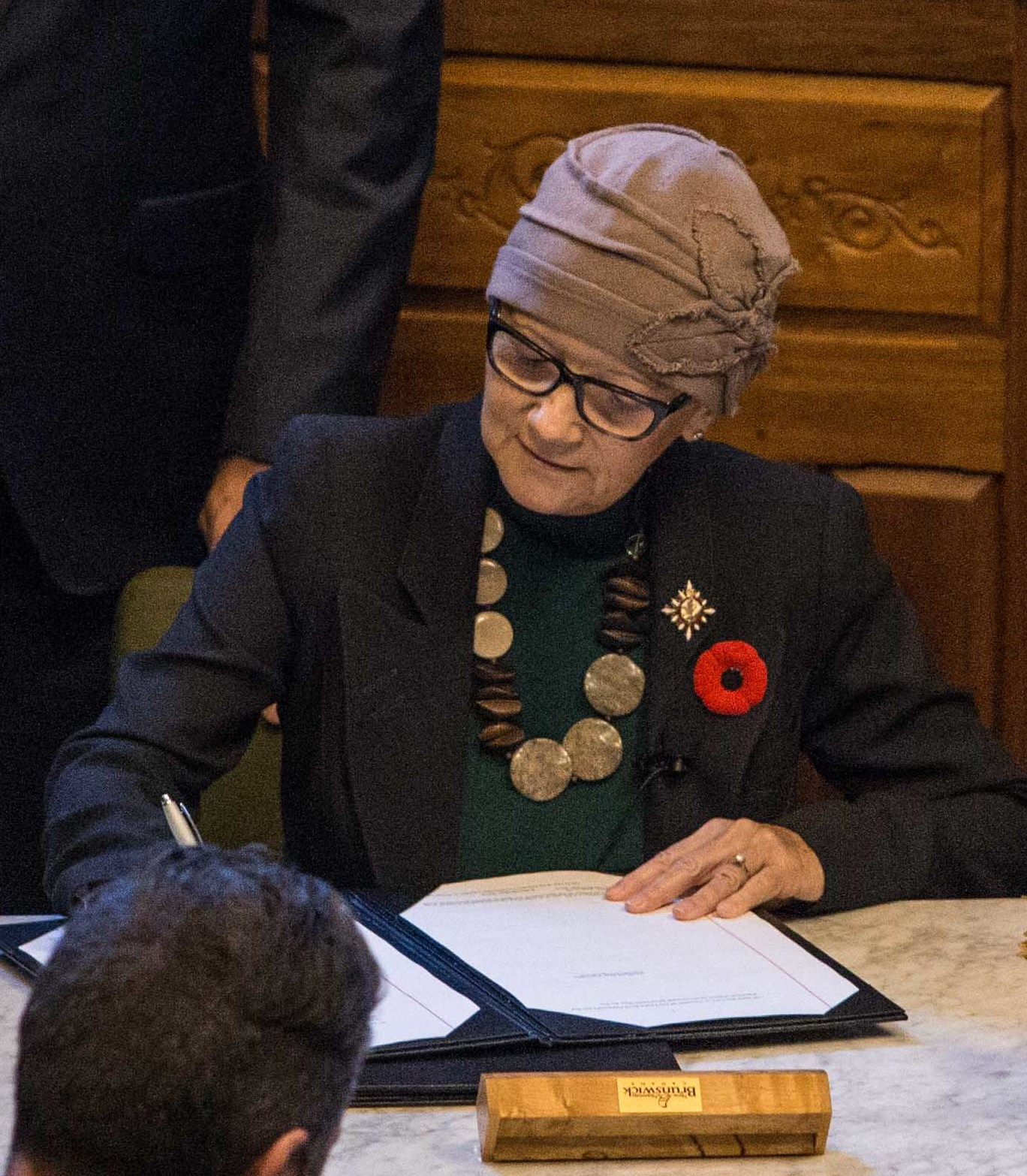
Jocelyne Roy-Vienneau

Jocelyne Roy-Vienneau, ONB (* 1956 in Newcastle, New Brunswick als Jocelyne Roy; † 2. August 2019) war eine kanadische Ingenieurin. Seit 2014 war sie die amtierende Vizegouverneurin der Provinz New Brunswick und repräsentierte als solche das Staatsoberhaupt, Königin Elisabeth II., auf Provinzebene.

## Biografie
Jocelyne Roy wuchs im kleinen frankophonen Ort Robertville im Gloucester County auf und war eine der ersten Frauen überhaupt, die an der Université de Moncton ein Ingenieurstudium abschloss. Sie arbeitete zunächst einige Jahre für die Erdölraffinerie von Imperial Oil in Montreal, bevor sie nach New Brunswick zurückkehrte und eine Karriere im Bildungswesen einschlug. Daraufhin war sie die erste Frau, die in New Brunswick eine frankophone Berufsschule leitete. Später war sie für die Provinzregierung leitende Beamtin für die postsekundäre Bildung. Ab 2005 war sie die erste Vizepräsidentin eines Campus der Université de Moncton. Daneben war sie bei verschiedenen Organisationen in den Bereichen Wohlfahrt und Bildung tätig.
Sie war mit dem Richter Ronald Vienneau verheiratet und Mutter zweier Kinder.
Auf Anraten von Premierminister Stephen Harper wurde Roy-Vienneau als erste Akadierin zur Vizegouverneurin von New Brunswick ernannt und am 23. Oktober 2014 von Generalgouverneur David Johnston in dieses repräsentative Amt eingesetzt.